# غينزا

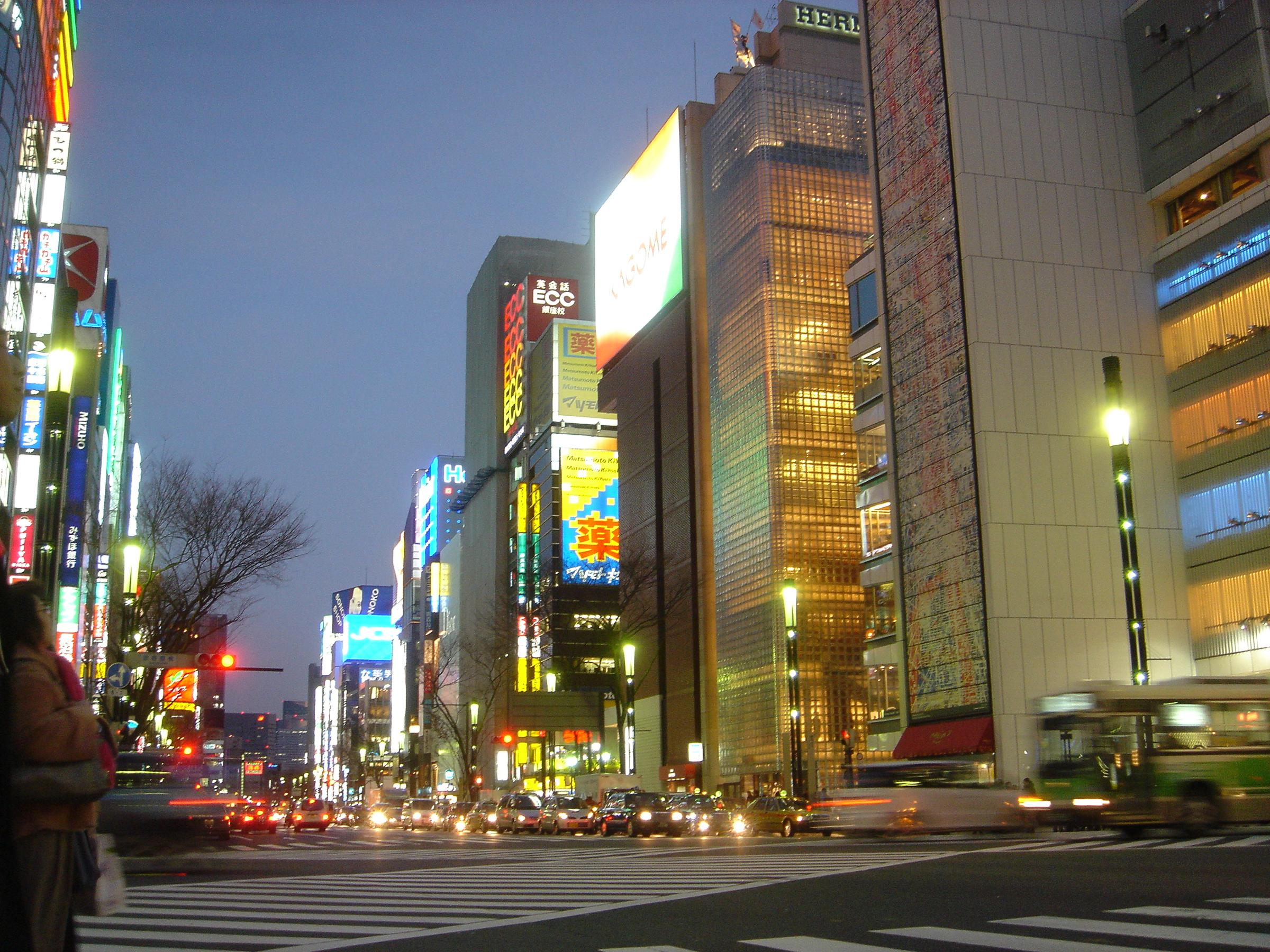
منظر لشارع غينزا عند الغروب.

غينزا أو قِنْزا (باليابانية: 銀座) هي منطقة من مناطق طوكيو تقع في حي تشوأو، طوكيو.
يحيط بغينزا ياإيسو وكوباياشي من الشمال، تسوكيجي من الشرق، يوراكوتشو من الشرق، وشينباشي من الجنوب.
تعرف غينزا على أنها منطقة التسوق لطوكيو حيث تحوي العديد من مجمعات التسوق الراقية، والمقاهي والمطاعم، وتعد واحدة من أشهر وأرقى أحياء التسوق في العالم حيث يتنافس مصنعوا الأزياء والموضة على عرض منتجاتهم في غينزا.

## التاريخ
بينت غينزا على مستنقع سابق كان قد أستخدم في القرن السادس عشر.
وقد شهد تاريخها الحديث أنها بؤرة إستقطابية بارزة لمحلات الرفاهية الغربية. غينزا هي وجهة شعبية في عطلة نهاية الأسبوع،

## اقتصاد
بعض الشركات لها مكاتب رئيسية في غينزا منها:
- ماتسويا : شركة مجمعات تسوق
- ريكو : شركة آلات نسخ وتصوير
- شيسيدو : شركة مستحضرات تجميل
- نيسان موتورز : شركة تصنيع سيارات
- كارولينا هريرا - علامة ملابس وإكسسوارت أمريكية فارهة
- شانيل - علامة تجارية فرنسية فارهة.
- ديور - علامة تجارية فرنسية فارهة
- غينزا 6 - مجمع تجاري فاخر

## وصلات خارجية
- Tokyo Essentials: Ginza
- Ginza Concierge
- Ginza Architecture and Map